# Paula Gicovate
Paula Gicovate (Campos dos Goytacazes, 1985) é uma escritora e roteirista brasileira.

## Biografia
Mora no Rio de Janeiro desde 2004. Publicou seu primeiro livro, Sobre (o) tudo que transborda, quando estava no último período do curso de Formação de Escritor da PUC-Rio. Atualmente trabalha na Rede Globo, como redatora do programa Esquenta!. Também escreveu o roteiro da série Só Garotas, do canal Multishow.

## Obras
- 2009 - Sobre (o) tudo que transborda (contos) - Multifoco
- 2014 - Este é um livro sobre AMOR (romance) - Guarda-Chuva